# Praon latgerinae
Praon latgerinae är en stekelart som beskrevs av Jaroslav Stary och Remaudiere 1982. Praon latgerinae ingår i släktet Praon och familjen bracksteklar. Inga underarter finns listade i Catalogue of Life.